# Method of Modern Love
Method of Modern Love is een nummer van het Amerikaanse muziekduo Hall & Oates uit 1985. Het is de tweede single van hun twaalfde studioalbum Big Bam Boom.
"Method of Modern Love" gaat over hoe ware liefde tijdloos is in een moderne wereld, ook al veranderen de communicatiemethoden. Het nummer werd vooral een hit in Amerika, waar het de 5e positie bereikte in de Billboard Hot 100. In Europa werd de plaat alleen in het VK, Duitsland en Ierland een kleine hit; de Nederlandse en Vlaamse hitlijsten werden niet gehaald. Toch geniet het nummer in Nederland wel kleine bekendheid.

## Tracklijst
- 7"

1. "Method of Modern Love" - 3:58
2. "Bank on Your Love" - 4:37